# Sjednocená evangelikální církev (Polsko)

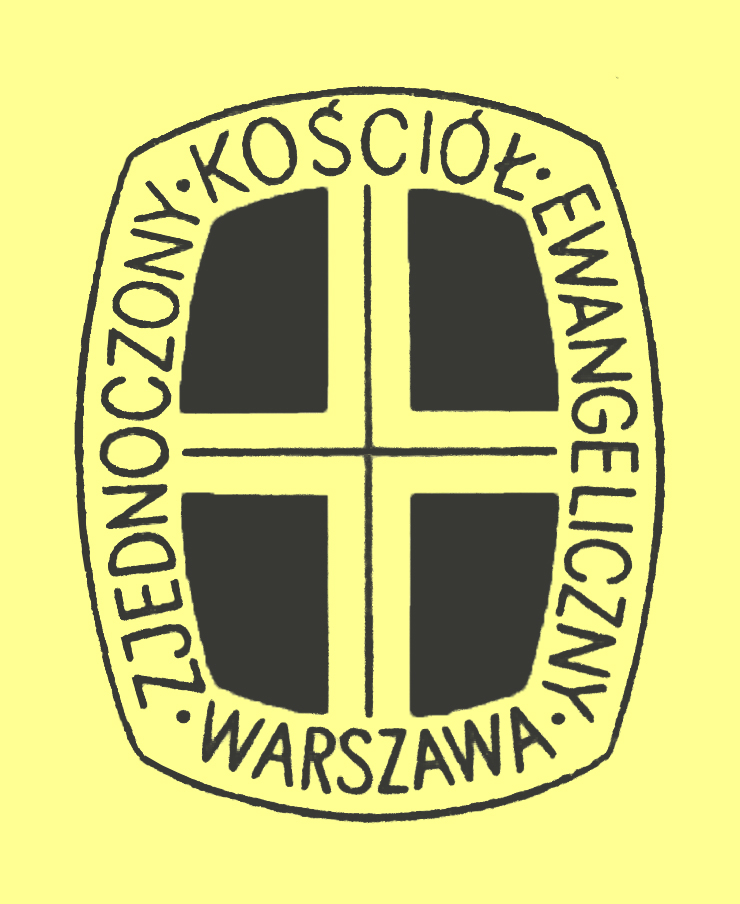
Logo ZKE

Sjednocená evangelikální církev (polsky Zjednoczony Kościół Ewangeliczny) byla federace evangelikálních církví, která existovala v Polsku v letech 1947–1988.
ZKE vznikl v roce 1947 na konferenci ve slezské Ustroni, kde se spojily církve Związek Ewangelicznych Chrześcijan (Svaz evangelikálních křesťanů), Związek Wolnych Chrześcijan (Svaz svobodných křesťanů) a Związek Stanowczych Chrześcijan (Svaz rozhodných křesťanů). V roce 1953 se ke ZKE připojily církve Zjednoczenie Kościołów Chrystusowych (Sjednocení Kristových církví) a Związek Chrześcijan Wiary Ewangelicznej (Svaz křesťanů evangelikální víry).
V 50. letech byli představitelé církve pronásledováni, což přibrzdilo rozvoj církve. Církev vydávala v letech 1948–1950 a v letech 1957–1988 časopis Chrześcijanin (Křesťan); v letech 1950–1957 bylo vydávání časopisu komunistickou vládou zakázáno. V průběhu 80. let se vzájemné pouto mezi sjednocenými církvemi rozvolňovalo, až roku 1988 ZKE zanikl rozdělením na nástupnické církve a náboženské společnosti. Dnešním nástupcem je například Evangelikální letniční jednota.